# Hydropsyche alabama
Hydropsyche alabama là một loài Trichoptera trong họ Hydropsychidae. Chúng phân bố ở miền Tân bắc.